# Bothriophryne pulvinariae
Bothriophryne pulvinariae is een vliesvleugelig insect uit de familie Encyrtidae. De wetenschappelijke naam is voor het eerst geldig gepubliceerd in 1984 door Agarwal, Agarwal & Khan.